# Bothrops germanoi
Espèce
Bothrops germanoi est une espèce de serpents de la famille des Viperidae.

## Répartition
Cette espèce est endémique de l’État de São Paulo au Brésil.

## Description
Bothrops germanoi mesure, adulte, de 512 à 632 m de longueur depuis l'extrémité du museau jusqu'au cloaque (longueur SVL).
L'holotype, un mâle adulte, mesure 609 mm de longueur totale dont 97 mm pour la queue (soit 512 mm de longueur SVL). 

## Classification
L'espèce Bothrops germanoi a été décrite en 2022 par Fausto E. Barbo (d), William W. Booker (d), Marcelo R. Duarte (d), Betina Chaluppe (d), José A. Portes Júnior (d), Francisco L. Franco (d) et Felipe G. Grazziotin (d),.

### Étymologie
Son nom d'espèce, germanoi, lui a été donné en l'honneur de Valdir José Germano (d), un expert brésilien renommé en identification des serpents.

### Publication originale
- (en) Fausto Erritto Barbo, William W. Booker, Marcelo R. Duarte, Betina Chaluppe, José Antônio Portes Júnior, Francisco Luís Franco et Felipe Gobbi Grazziotin, « Speciation process on Brazilian continental islands, with the description of a new insular lancehead of the genus Bothrops (Serpentes, Viperidae) », Systematics and Biodiversity, Cambridge, Taylor & Francis, vol. 20, no 1,‎ 21 janvier 2022, p. 1-25 (ISSN 1477-2000 et 1478-0933, DOI 10.1080/14772000.2021.2017059, lire en ligne).